# Hadronyche adelaidensis
Espèce
Synonymes
- Atrax adelaidensis Gray, 1984

Hadronyche adelaidensis est une espèce d'araignées mygalomorphes de la famille des Atracidae.

## Distribution
Cette espèce est endémique d'Australie-Méridionale. Elle se rencontre dans les environs d'Adelaide et dans la chaîne du Mont-Lofty.

## Description
La femelle holotype mesure 18,98 mm et le mâle paratype 16,1 mm.

## Étymologie
Son nom d'espèce, composé de adelaid[e] et du suffixe latin -ensis, « qui vit dans, qui habite », lui a été donné en référence au lieu de sa découverte, Adelaide.

## Publication originale
- Gray, 1984 : The taxonomy of the Atrax adelaidensis species-group (Macrothelinae: Mygalomorphae) with notes on burrowing behaviour. Records of the South Australian Museum, vol. 18, p. 441-452 (texte intégral).